# Hercules Christiaan van Heerden
Hercules Christian Van Heerden (né le 2 septembre 1862 à Tarkastad dans la colonie du Cap et mort à Tarkastad en Union de l'Afrique du Sud le 17 juillet 1933) était un homme politique sud-africain, délégué à la convention nationale de 1908, membre du parti sud-africain, membre du gouvernement sud-africain de Louis Botha puis de celui de Jan Smuts en tant ministre de l'agriculture et des forêts. 
Harry Van Heerden fut député de Cradock (1910-1920) avant de succéder à Francis William Reitz comme président du Sénat de 1921 à 1929. 